# 友ありて・・
『友ありて・・』（ともありて）は、日本の男性グループBOYS AND MENのアルバム、およびその表題曲となった阿久悠作詞、都倉俊一作曲による楽曲。アルバムは2017年12月20日にユニバーサルミュージックのレーベル、Virgin Musicからリリースされた。オリジナル・アルバムとしては4作目にあたる。19thシングル「帆を上げろ!」、ピンク・レディーのカバー「UFO」、などが含まれる。

## 背景とリリース
BOYS AND MENは、2016年12月リリースの前作『威風堂々〜B.M.C.A.〜』で初のアルバムチャート首位を獲得する。2017年1月にグループ初の日本武道館公演を開催し、2月から5月の約3か月間で、メンバーがチームに分かれて47都道府県すべてを回るライブ・ツアー『社長がラジオで言ったから有言実行！ボイメン47都道府県ツアー』を完遂した。このツアーにおいて、沢田研二の「TOKIO」を公演をおこなう各地方の方言を交えた新しい歌詞でカバーした楽曲を披露し、3月にこれを『TOKIO 47』と題する全47曲の楽曲集として音楽配信でリリースする。4月にインディーズ・シングル「ドラMAX!!! 〜オレらの憧れ竜戦士〜」をリリース。8月にメジャーからは1年ぶりとなる19thシングル「帆を上げろ!」をリリースし、このカップリングに『TOKIO 47』の1曲「NAGOOOOOYA」を収録した。
2017年は阿久悠にとって「生誕80年・作詞家50年・没後10年」という年であり、それを記念して、阿久悠の未発表詞をさまざまな形で楽曲化する『阿久悠未発表詞 105080プロジェクト』が発足したことが9月に発表された。BOYS AND MENはこのプロジェクトに参加し、阿久悠の盟友である作曲家・都倉俊一のサポートを得て、男の友情をテーマとした楽曲「友ありて・・」を制作、発表した。楽曲は10月10日に音楽配信でリリースされ、直後にiTunes総合アルバムチャートにおいて1位を記録した。10月13日に、これを表題曲とする今作『友ありて・・』のリリースが発表された。
次作は2018年12月にリリースしたベスト・アルバム『ボイメン・ザ・ベスト』であり、これには今作から「帆を上げろ!」・「ガンバレFor My Girl」・「DOGI MAGI」・「友ありて・・」の4曲が収められる。

## 制作
今作はアルバムおよび各楽曲のプロデュースが誰であるかについてクレジットがない。作詞作曲は、BOYS AND MENの結成初期から楽曲プロデュースと作詞を担ってきたYUMIKO以外は、前作『威風堂々〜B.M.C.A.〜』とは全く異なるライター陣である。ユニバーサルミュージックとの契約後はYUMIKOを離れて制作された楽曲が増えており、今作でYUMIKOが新たに書いた曲は「アイコトバ」の1曲のみである。その他のライターは既発表曲を書いたいしわたり淳治、前山田健一らのほかに、新曲で持田裕輔、SHIKATA、Peter Boyesなどが新たに作詞作曲に携わった。SHIKATAは前作『威風堂々〜B.M.C.A.〜』で2曲のボーカル・ディレクションを担っており、今作で10曲中8曲のディレクションを担当している。
今作はBOYS AND MENのメンバーが「こういう楽曲を入れたい」・「ライブでこういう歌を歌いたい」といった意見を出し、それが反映された楽曲が収録されたアルバムとなった。メンバーは「意見を交換することは以前からあったが、選曲の段階からメンバーがかかわったことは初めて」と述べている。そして、前作『威風堂々〜B.M.C.A.〜』が「ボイメン（BOYS AND MEN）の男らしい部分を前面に出した」、「ボイメンの取扱説明書みたいな、ボイメンのやれることを全部詰め込んだ感じ」、といったアルバムであり、このアルバムは「これまでガツガツ系の曲が主軸になることが多かったところに、これまでとは違うアプローチをふんだんに盛り込んだ作品」、「“成長”がこのアルバムには詰まっている」、といったアルバムであると解説している。

## 構成、楽曲
シングル「帆を上げろ!」に収録された3曲と、音楽配信で先行リリースされた「友ありて・・」を含む全10曲で構成される。派生ユニットのYanKee5と誠の新曲が1曲ずつ収められたほかに、平松賢人と吉原雅斗によるデュオ曲が収録された。
1曲目「帆を上げろ!」は楽曲記事を参照。この曲は勇翔が出演したテレビドラマ『マジで航海してます。』の主題歌である。このカップリングである6曲目「がむしゃらロケンロー」は、自身が「ボイメンらしいがむしゃらな応援歌」と評する曲である。この曲は2016年に放送されたBOYS AND MENのコント番組『ボイメンの試験に出ない英単語』のコント「叫べ！ボイメン応援団!!」へのオマージュであり、曲中のセリフはこのコントで口上をする役の吉原雅斗による。2曲目「ガンバレFor My Girl」や4曲目「明日は明日の風が吹く」は女性の側に寄り添って優しく励ますという曲であり、これまで自分たちが歌ってきたものとは違ったアプローチの応援歌であると説明している。「帆を上げろ!」のもう1曲のカップリングである9曲目「NAGOOOOOYA」は『TOKIO 47』の愛知県（名古屋）バージョンであり、この曲は「名古屋愛は忘れてないよっていう証明にもなる」という意義があると述べている。
3曲目「UFO」はピンク・レディーのカバーであり、「友ありて・・」と同じく阿久悠と都倉俊一による楽曲である。BOYS AND MENは前作で西城秀樹の「YOUNG MAN (Y.M.C.A.)」、今作にも含まれる沢田研二の「TOKIO」といった昭和歌謡のカバーを発表してるが、それらは新たに歌詞を書き加えたリニューアル・カバーであり、オリジナルそのままをカバーしたのはこれが初である。また、女性目線の歌詞を歌うことも初である。初期からBOYS AND MENの振付を担ってきた振付師の渡辺美津子は、ピンク・レディーを担当していた振付師の土居甫の一番弟子であった、というつながりがあり、「そういう意味では血筋やDNAを僕らは分けていただいていると思う」・「いろいろな要素から、僕らがこの曲を歌うのは決まっていたのかなって思う」と語っている。BOYS AND MENは歌い方の癖や声の出し方、振り付けなどすべてをピンク・レディーに寄せ、オリジナルを再現することを目指した。今作では「友ありて・・」のほかに、この曲のミュージック・ビデオが作られた。場末のバーを舞台にして、メンバーが店の女性キャストとボーイ、サラリーマンの客に扮し、辻本達規が扮する謎の女性が歌うピンク・レディーの「UFO」に皆を巻き込んでいくという設定である。
YanKee5と誠が最初にユニット名義で発表した楽曲は、2012年にリリースされたセカンド・シングル「変わらないStory/READY×READY!」（YanKee5/誠）である。今作でそれぞれのユニットの楽曲はそれらを意識して作られた。5曲目の誠の「DOGI MAGI」は、当時ほとんどが10代であった誠が20代半ばになった今、「READY×READY!」の頃のようなフレッシュな雰囲気を出すことにチャレンジしてみよう、というコンセプトで作られた。7曲目のYanKee5の「アイコトバ」は、「変わらないStory」の歌詞に出てくる恋愛に不器用な主人公の成長を描いたラブ・ソングである。8曲目「夢で終わらないで」を歌う平松賢人と吉原雅斗の2人は、ともにグループ内の歌唱とダンスをけん引する役割を担ってきたメンバーである。平松はこの曲はこれまでのBOYS AND MENになかったR&Bテイストの甘い曲で、歌詞の世界をどう表現していいのか悩んだこと、声質とバックのサウンドが合わずレコーディングに苦心したことを明かしている。

### 友ありて・・
表題曲である10曲目の「友ありて・・」は、阿久悠の未発表であった歌詞に都倉俊一が曲をつけた、友情をテーマとしたバラードである。編曲は「チョコレートプリンス」・「零」などインディーズ時代から楽曲制作に携わり、前作では「GO!! 世侍塾 GO!!」の編曲を担った渡辺亮希による。
『阿久悠未発表詞 105080プロジェクト』において公表された男の絆、友情、というテーマのこの詞をBOYS AND MENが歌いたいと志願し、作曲を阿久の盟友であった都倉俊一に依頼した。都倉はこれ以前からBOYS AND MENに関心を寄せており、「アイドルというより骨のある男のグループというイメージで、今あまり言わない『男の友情』というテーマを真正面から取り上げたこの歌がよく似合うと思った」とこの曲を制作する。BOYS AND MENに対して、「あまり奇をてらわずに真正面に力強く歌ってほしい。歌うというより『言葉をつたえる』気持ちが大切。」とメッセージを送った。
9月11日放送のレギュラー番組『BOYS AND MEN 栄第七学園男組』で楽曲を解禁し、10月10日に音楽配信でリリースをした。「友ありて・・」は、映像に阿久悠の直筆の歌詞を用いたリリックビデオ、BOYS AND MENが中学生から大人になる姿を演じたミュージック・ビデオが制作・公開された。両方ともBOYS AND MENは普段の変形学ランではなく標準的な学生服を着ている。
BOYS AND MENはこの曲が合唱コンクールや卒業式で歌われる曲になってほしいともコメントしており、ユニバーサルミュージックは公式サイト上で混声合唱譜面を公開した。楽曲のキーはハ長調(C)で（Bメロの途中にハ短調(Cm)のフレーズが入る）、大サビで変ニ長調(D♭)に転調する。

## リリース形態、アートワーク
CDは、「通常盤」、ミュージック・ビデオやメイキング映像を収録したDVDが付属する「初回限定盤」、クリアファイル・ジャケット仕様の「初回限定盤クリアファイル・ジャケット（BOYS AND MEN盤・YanKee5盤・誠盤）」、レーベルのウェブストア限定で販売される「UNIVERSAL MUSIC STORE限定盤（BOYS AND MEN盤・YanKee5盤・誠盤）」、のタイプでリリースされた。収録曲はすべて同じであるが、通常盤のみ11トラック目にメンバーによるアルバム制作にまつわるトークを収録したボーナス・トラックが追加される。
ジャケットの「友ありて・・」という題字は阿久悠の直筆を使用したものである。アートワークは、通常盤・初回限定盤・UNIVERSAL MUSIC STORE限定盤は変形学ラン姿で、クリアファイル・ジャケット盤は「友ありて・・」のミュージック・ビデオに登場するスーツ姿である。このアルバムのプロモーションにおいては、ジャケットで着ている変形学ランとは別のデザインの、通称「ライン学ラン」という新しい衣装を用いた。

## プロモーション、ライブ・パフォーマンス
11月に、日本マクドナルドと音楽配信サービス・AWAが提携したサービスによって、収録曲「ガンバレ For My Girl」の先行配信をおこなった。タワーレコードは2017年12月に、全社をあげてボーイズ・グループを応援する企画『BOYS POP!』を立ち上げたことを発表し、この第1弾アーティストにBOYS AND MENに選ばれた。タワーレコード全店舗にコラボレーション・ポスターを掲出、BOYS AND MENの活動拠点である東海地方の店舗店頭に立て看板やフォトフレームを設置、などの宣伝活動で今作のプロモーションをバックアップした。「友ありて・・」は、『採用!フリップNEWS』（中京テレビ）の12月度のエンディングテーマに起用された。
11月17日・18日に東京国際フォーラムで『阿久悠リスペクトコンサート』が開催された。BOYS AND MENは18日の回に出演して「友ありて・・」を歌い、ほかにフィンガー5メドレーを披露した。メディア出演では、12月9日と16日に放送された音楽番組『Uta-Tube』（NHK名古屋）に出演し、「友ありて・・」ほかアルバム収録曲のライブ・パフォーマンスを披露した。

## 批評
音楽評論家の宗像明将は『友ありて・・』を、「楽曲ごとに平気で時空を超えてしまう。その姿は、現在から戦後昭和歌謡史を見つめ直すかのようなのだ。少なく見積もっても1977年から2017年までの40年間の歌謡曲〜J-POPを体現している。過去と現在を自在に行き来しながら、しかし全体的な感触はあくまで2017年。2017年のJ-POPとして、新鮮な解釈で。」と評している。

## 収録トラック

### CD
1. 「帆を上げろ!」（作詞: いしわたり淳治、作曲: 前山田健一、編曲: サイトウヨシヒロ） – 4:25
2. 「ガンバレFor My Girl」（作詞: 佐藤舞花、作曲: 持田裕輔、編曲: Soma Genda） – 5:10
3. 「UFO」（作詞: 阿久悠、作曲: 都倉俊一、編曲: 家原正樹） – 3:12
4. 「明日は明日の風が吹く」（作詞: SHIKATA、作曲: SHIKATA・KAY、編曲: C.E.M） – 4:16
5. 「DOGI MAGI」（誠、作詞・作曲: 岡嶋かな多・Soma Genda、編曲: Soma Genda） – 3:44
6. 「がむしゃらロケンロー」（作詞・作曲: 岡嶋かな多・Soma Genda、編曲: Soma Genda） – 4:20
7. 「アイコトバ」（YanKee5、作詞: YUMIKO、作曲: 真下正樹、編曲: Soma Genda） – 4:34
8. 「夢で終わらないで」（平松賢人・吉原雅斗、作詞: SHIKATA・SHINO、作曲: 岡嶋かな多・Soma Genda・Peter Boyes、編曲: Soma Genda） – 3:54
9. 「NAGOOOOOYA」（作詞: 糸井重里、新歌詞: YUMIKO、作曲: 加瀬邦彦、編曲: 家原正樹） – 4:28
10. 「友ありて・・」（作詞: 阿久悠、作曲: 都倉俊一、編曲: 渡辺亮希） – 4:35

ボーナス・トラック〈通常盤〉
11. 「Member Talk Bonus Track」 – 14:48

### DVD
1. 「友ありて・・ -Music Video-」
2. 「UFO -Music Video-」
3. 「友ありて・・ -Making of Music Video-」
4. 「UFO -Making of Music Video-」
5. 「友ありて・・ -Making of Jacket Photos-」

クレジット・時間：

## チャート成績
2018年1月1日付けのオリコンとビルボード・ジャパンのアルバムチャートにおいて1位を記録し、ともに前作『威風堂々〜B.M.C.A.〜』と2作連続で首位を獲得した。ビルボード・ジャパンでは、Top Albums Salesで1位を記録し、セールスが他の指標をカバーする形でHOT Albumsで1位となった。
2018年の年間チャートにおいては、オリコン年間アルバムランキングで52位、ビルボード・ジャパンのTop Albums Salesで45位、HOT Albumsで79位という成績である。